# Bredia sinensis
Bredia sinensis är en tvåhjärtbladig växtart som först beskrevs av Friedrich Ludwig Diels, och fick sitt nu gällande namn av Hui Lin Li. Bredia sinensis ingår i släktet Bredia och familjen Melastomataceae. Inga underarter finns listade i Catalogue of Life.